# Arcata, Kalifornien
Arcata är en stad (city) i Humboldt County, i delstaten Kalifornien, USA. Enligt United States Census Bureau har staden en folkmängd på 17 248 invånare (2011) och en landarea på 23,6 km².